# Monumento a Álvaro de Bazán (Madrid)
El monumento a Álvaro de Bazán es un ejemplar de arte público en Madrid. Ubicado en la plaza de la Villa, consta de una escultura de bronce diseñada por Mariano Benlliure que representa a Álvaro de Bazán —un destacado almirante del siglo xvi de la Armada Española que llegó a ser descrito por Cervantes como «padre de los soldados, rayo de la guerra, venturoso y jamás vencido capitán»— colocada sobre un pedestal pétreo.

## Historia y descripción
La erección del monumento fue promovida por Luis Vidart y financiada mediante suscripción popular. El diseño se adjudicó a Mariano Benlliure. La estatua fue fundida en bronce en la fundición de Crescenzi en Roma. La piedra del pedestal estaba hecha de mármol gris de Sierra Elvira. Miguel Aguado se hizo cargo de las tareas como arquitecto.
La estatua de cuerpo entero de Álvaro de Bazán se yergue como elemento principal del grupo escultórico. Se lo representa vistiendo armadura, mientras agarra la empuñadura de su espada con su mano izquierda y blande un bastón de mando con su mano derecha. A los pies del almirante y también en bronce, la composición presenta un yelmo laureado y una bandera turca ajada que pisa el marqués de Santa Cruz.
Originalmente, el proyecto incluía cuatro delfines en bronce en cada una de las esquinas de la base de la peana y, colocada entre unas hojas de palma de bronce, una inscripción en bronce que rezaba: «don álvaro de bazán». Sin embargo el pedestal habría perdido estos elementos con el paso de los años. La parte trasera del pedestal muestra una inscripción con un fragmento de algunos versos dedicados a Álvaro de Bazán por Lope de Vega:

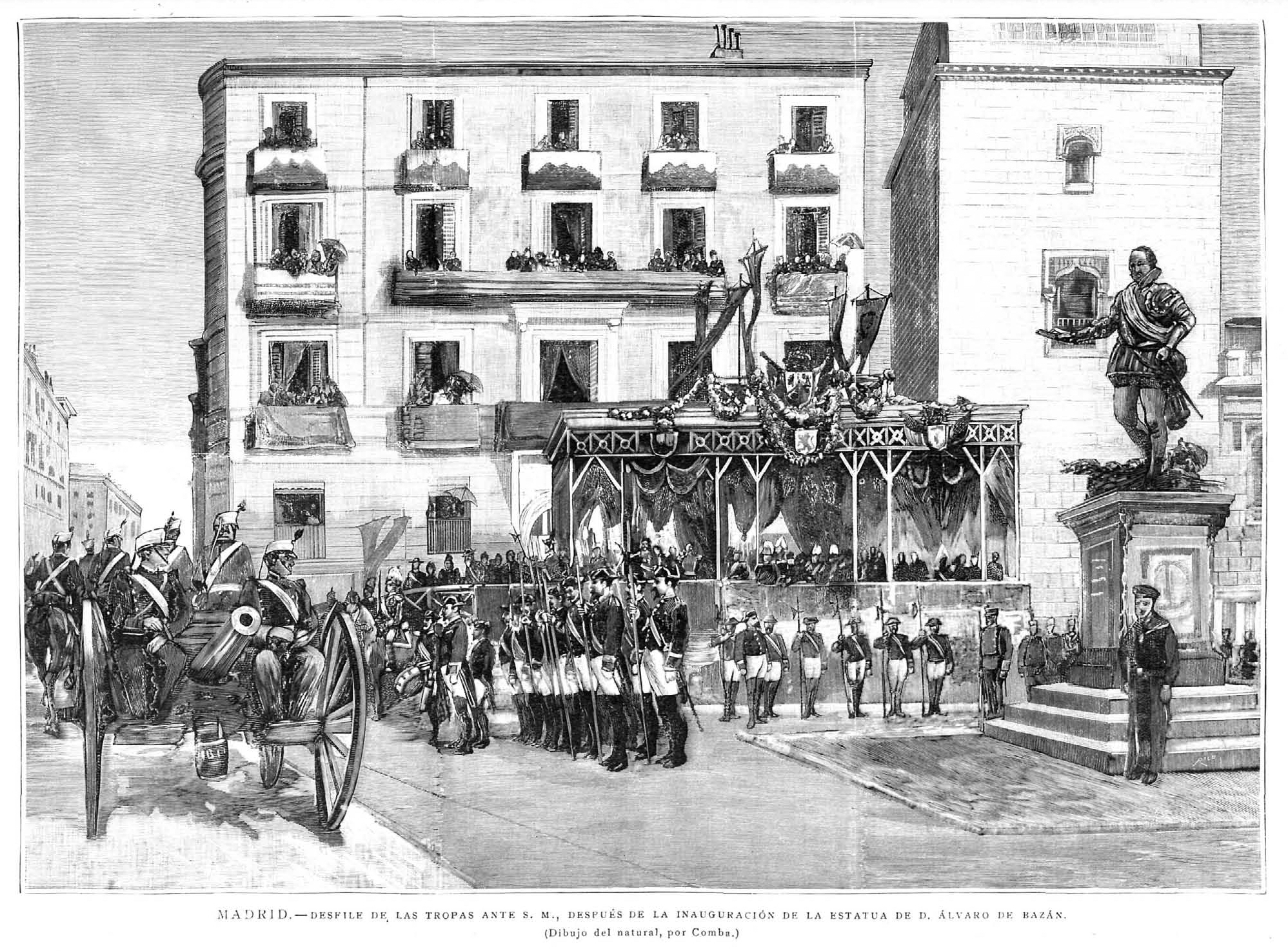
Dibujo por Juan Comba ilustrando la inauguración del monumento en 1891.

Fue inaugurado oficialmente el 19 de diciembre de 1891, en su ubicación en la plaza de la Villa, durante una ceremonia presidida por la reina regente María Cristina de Habsburgo-Lorena. A la inauguración también asistieron la infanta Isabel, Alejandro Pidal y Mon, Antonio Cánovas del Castillo, diversos ministros del Consejo, varios generales del Ejército de Tierra y la Armada, concejales del Ayuntamiento de Madrid y diputados provinciales, entre otros.